# Vira (Ariège)
Vira település Franciaországban, Ariège megyében. Lakosainak száma 158 fő (2022. január 1.). Vira Arvigna, Calzan, Dun, Rieucros és Viviès községekkel határos.

## Népesség
A település népessége az elmúlt években az alábbi módon változott:
| Lakosok száma | 71   | 100  | 120  | 142  | 168  | 164  | 160  | 156  | 156  | 158  |
|               | 1968 | 1982 | 1990 | 2006 | 2013 | 2015 | 2017 | 2019 | 2020 | 2022 |